# 泰姬陵
泰姬陵（波斯語，羅馬化：taj mhl，羅馬化：taajamahal），是位于印度北方邦阿格拉的一座用白色大理石建造的陵墓，是印度知名度最高的古迹之一。它是莫卧儿王朝第5代皇帝沙贾汗为了纪念他的第二任妻子——已故皇后姬蔓·芭奴而興建的陵墓，而他本人身故後亦合葬於此。虽然白色大理石圆顶陵墓是泰姬陵最让人熟悉的部分，但整座泰姬陵是一处拥有多处建筑的复杂建筑群，包括大门、庭院和清真寺等，占地达17公顷。
泰姬陵被广泛认为是“印度穆斯林文化的建築”，其设计结合了印度建筑和波斯建筑的风格，被认为是莫卧儿建筑最精美的例子。
泰姬陵大约在1632年开始建造，在1653年左右完工，使用了成千上万的工匠，耗资甚巨。泰姬陵的设计建造被委托给一个建筑师团队，由沙贾汗总监，团队中包括有阿卜杜尔·卡里姆米尔（Mir Abd-ul Karim），马克拉马特·汗（Makramat Khan）和乌斯塔德·艾哈迈德·拉合里等建筑师。其中，波斯建筑师拉合里一般被认为是首席设计师。
1983年，联合国教科文组织将泰姬陵列为世界遗产，称其为“印度穆斯林艺术的瑰宝奇葩”、“世界遗产中令世人赞叹的经典杰作之一”。

## 歷史

### 起源與靈感
泰姬陵的泰姬二字，是Taj的音譯，為皇冠之意，因此並不能稱呼葬於此的姬蔓·芭奴為泰姬。姬蔓·芭奴是沙賈汗父親賈漢吉爾的第20個妻子——茉荷茹妮莎的姪女，1612年與當時還是庫拉穆王子的沙賈汗結婚，被賜予慕塔芝瑪哈（Mumtaz Mahal）的封號，意为“宫中翘楚”。姬蔓·芭奴入宮19年，苦於多孕，生有8男6女。1630年，姬蔓·芭奴在分娩第14个孩子高哈拉贝古姆時，不幸感染產褥熱，死於南征的軍營中。据传姬蔓·芭奴臨終前向沙賈汗提出了3個遺願，其中一項就是為她建造一座全世界最美麗的陵墓。莫卧儿宫廷记录了沙贾汗丧妻后的悲痛，印证了作为泰姬陵缘起的爱情故事。

### 建设
泰姬陵建在阿格拉城南的一块土地上。为换取这片建陵的土地，沙贾汗赏给杰伊·辛格王公一座位于阿格拉中心的大宫殿。工人挖掘了1.2公顷的土地，并在其中填土以减少渗水。整片区域填土平整后比河岸高出50米。工人在陵墓区挖井，并用石块和碎石填充，建成了陵墓的基座。施工没有使用竹子捆绑的脚手架，而是用砖搭建了和陵墓外形相仿的巨型脚手架。工头估计拆除如此庞大的脚手架需要耗费数年时间。
泰姬陵的建设使用了来自印度各地，乃至亚洲各地的材料。 据信运输这些建材使用了超过1,000头大象。建筑使用了来自拉贾斯坦邦马克拉纳的半透明白色大理石、 来自旁遮普的碧玉、产自中国的玉石和水晶、西藏产的绿松石、阿富汗的青金石、斯里兰卡的蓝宝石与阿拉伯的红玉髓。总共有28种宝石和矿物被镶嵌在白色大理石中。
据传沙贾汗下令任何人都可以拿走从脚手架上取下的砖块，于是农民们在一夜间就拆除了脚手架。数辆二十到三十头牛牵引的特制货车被用于搭载大理石等建材，沿一条15千米长的专用夯土路运往施工地点。石材运抵工地后，经过一系列精细的木骨架滑轮系统提升到所需位置。陵寝建筑群所需的水源来自一种叫做「普尔」（purs）的畜力装置。这种绳索和水桶构成的畜力机械从河中取水，并导入一个大型的储水箱。水箱中的水流入三个辅助水箱，再进一步经管道输送至建筑群。
陵寝的基座和陵墓主体花费了约12年才得以完成。此后陵墓四周的宣礼塔、清真寺、答辩厅和大门先后完工，又花了10年左右的时间。由于陵寝建造分成数个阶段，对陵寝“完工”的定义多有差异，因此泰姬陵的完工日期存在多种说法。陵墓本体在1643年已基本完工，而陵墓的外围建筑物在这之后又施工了数年。由于不同阶段的成本难以估算，因此泰姬陵建造的总成本有多种不同的估计。据估算工程的总花费为当时的3200万印度卢比，相当于2015年的528亿印度卢比或8.27亿美元。

### 竣工之后
阿卜杜勒·哈米德·拉哈乌里在《帝王纪》中将泰姬陵称作“光明陵”（羅馬化：rawdah-i munawwarah）。泰姬陵竣工后不久，沙贾汗就被自己的儿子奥朗则布废黜，并被软禁在附近的阿格拉堡。沙贾汗驾崩后，奥朗则布将他葬于泰姬陵中姬蔓·芭奴的墓旁。18世纪，巴拉特普尔土邦的贾特人入侵阿格拉并攻击了泰姬陵，劫走了石棺上悬吊的一座玛瑙骑士像和一座银制骑士像，以及金银制的屏风。莫卧儿历史学家坎波（Kanbo）称主穹顶上的4.6米高的圆顶饰曾用金质遮罩覆盖，而金罩在贾特人劫掠后也丢失了。
到了19世纪，泰姬陵的部分建筑已缺乏修缮。1857年印度民族起义期间，英军士兵和英国政府官員從泰姬陵的牆壁中任意鑿出寶石和青金石。19世纪末，印度总督寇松侯爵下令全面修复泰姬陵，修复工程于1908年完工。寇松还参考开罗一座清真寺的吊灯，订做了泰姬陵正厅内的大吊灯，一直沿用至今。修复期间，泰姬陵的庭院被改造为如今的英式草坪。

## 建筑
泰姬陵建筑群由主殿、大门、庭院、清真寺、答辩厅（jawab）等多个部分构成。建筑群的设计继承并发扬了波斯建筑与早期莫卧儿建筑的设计传统。其设计从多座成功的帖木儿王朝和莫卧儿王朝建筑中汲取灵感、包括帖木儿陵、胡马雍陵、国柱陵（又称“小泰姬陵”）以及沙贾汗建在德里的贾玛清真寺。早期莫卧儿建筑使用红色的砂岩建筑，而沙贾汗倡导使用嵌宝石的白色大理石，使莫卧儿建筑的精致达到了新的高度。
泰姬瑪哈陵在建築美學上，最引人注意的是其完全對稱。以主殿中心向兩向延伸之軸線切割之中軸線，可以看到相對於中軸線之距離相等之處，必存在數量、尺寸及樣式完全對稱之雕飾。其中軸線貫穿園區各門、水池及道路等之中線。

### 主殿
泰姬陵主殿是泰姬陵建筑群的焦点与核心。主殿是一座白色大理石建筑，立于同样由白色大理石筑成的方形基座上。建筑整体对称，四面有带拱门的敞厅（称作“伊万”），其上为硕大的圆顶和圆顶饰。如同许多其它的莫卧儿陵墓，泰姬陵主殿的基本设计元素也源自萨珊波斯。
主殿的主体结构为具有多条通道的四方体。主殿四角的棱线被截去，形成四边长四边短的八边形结构,每条长边长约55米。主殿每边的敞厅都开有巨大的皮西塔克拱门，两侧各有两扇形状相似的小拱门上下排列，构成阳台。主殿四角截出的短边上也有类似上下排列的小拱门，使得建筑从每一个立面看去都是完全对称的。主殿的周围有四座宣礼塔，塔的位置正对被截出的短边。陵墓的主厅内有姬蔓·芭奴和沙贾汗的石棺，但是棺中是空的；二人的真正墓室在主厅下方。
- 从主入口望去的泰姬陵。
- 泰姬陵四周的四座宣礼塔。
- 泰姬陵的側面照，可见主殿皮西塔克拱门的布置完全对称。
- 泰姬陵内部的示意图，描绘了姬蔓·芭奴和沙贾汗石棺外的屏风，以及大厅上的穹顶。
- 主厅内的姬蔓·芭奴和沙贾汗的空石棺。
- 主厅下方的真正墓室。
- 屋顶上的主圆顶和查特里（英语：Chhatri）圆顶；周围为从围墙上延伸出来的古尔达斯塔（德语：guldasta）。

主殿上巨大的圆顶是泰姬陵最壮观的特征。圆顶高度近35米，其高度和圆顶底部的直径相仿，其下约7米高的鼓形圆柱底座使圆顶显得更为突出。这一形状常被称作洋葱形圆顶或番石榴圆顶（amrud）。圆顶顶端为莲花形装饰，进一步凸显了圆顶的高度。近来的研究显示主圆顶略有不对称，同一高度上不同方向的半径最大相差5%。圆顶四周的四座较小的凉亭状圆顶称作“查特里”，其形状为主圆顶的缩小版。查特里圆顶的立柱基座下方为屋顶开口，直通陵墓大厅，为陵墓内部提供光照。主殿的墙面向上延伸出装饰用的尖塔，称作古尔达斯塔，更进一步衬托出高耸的主圆顶。查特里圆顶和古尔达斯塔上均有莲花装饰。所有的圆顶和尖塔上都立有顶饰，顶饰为镀金质地，糅合了波斯和印度斯坦的装饰风格。
主圆顶上的顶饰原为金制，但在19世纪初换成了青铜镀金的复制品。圆顶饰清晰地表现了波斯风格和印度装饰元素的融合，其顶端为两角向上的新月形，为伊斯兰王朝广泛使用的象征。
主殿四周的宣礼塔高40米，依设计可实际使用，供穆安津呼唤穆斯林礼拜。每座宣礼塔塔身由下至上均分为三段，每段顶端都有环绕塔身的阳台。最上端的阳台上盖有查特里圆顶，其形制、莲花装饰和顶饰和陵墓上的查特里完全一致。宣礼塔塔身略向外倾斜，这样即使意外坍塌也会倒向外侧，而不会伤毁主殿。

### 庭院

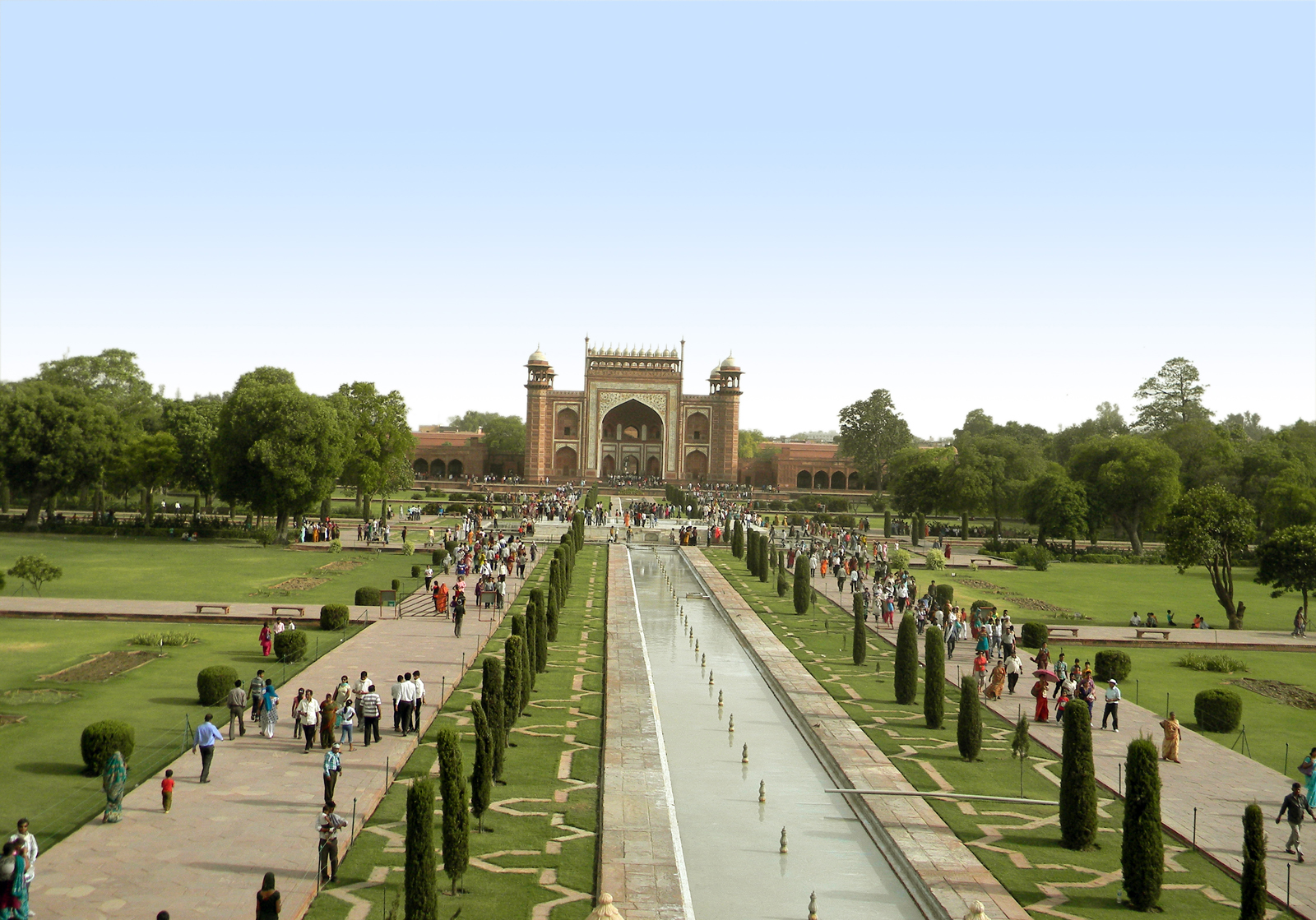
反光池旁的步道

泰姬陵建筑群环绕一座广阔的正方形莫卧儿庭院而建。庭院边长300米，其设计为一种叫做“夏巴”的莫卧儿园林样式。庭院中垫高的步道将庭院的四个部分进一步细分为16座下沉的花圃。庭院的正中心为一座高出周围的大理石水池，其下向南北延伸的反光池倒映主殿的影像。中央的大理石水池被称作“多福池”（al Hawd al-Kawthar），象征《古兰经》中真主赐给穆罕默德的多福。庭院中的步道旁栽种树木，树木上标有俗名和学名。此外庭院中还有数座喷泉。
夏巴是一种由波斯园林启发而来的园林设计，由莫卧儿开国皇帝巴布尔带入印度。夏巴的布局象征了伊斯兰教天堂中流淌的四条河流，并反映了源自波斯围墙花园的设计。根据莫卧儿时代的波斯神秘主义著作，天堂是一座物产丰富的花园。天堂的正中央为泉水或高山，向东西南北流出四条河流，将花园分成四部分。绝大多数的莫卧儿夏巴为矩形，作为主体的陵墓或亭楼位于庭院正中；然而泰姬陵建筑群的主体——陵墓主殿却坐落在夏巴的尽头。随着亚穆纳河对岸月光花园的发现，印度考古调查局推断亚穆纳河也是园林设计的一部分，象征着天国的河流。泰姬陵庭院的布局和建筑特征和斯利那加的沙利马尔花园相似，说明两座园林可能均为阿里·马丹（Ali Mardan）的作品。
根据关于泰姬陵园林的早期记述，当时的庭院中充斥着各种植物，栽满了蔷薇、水仙和果树。随着莫卧儿帝国日渐没落，泰姬陵及其庭院也逐渐破败。19世纪末，大英帝国已掌控印度全境的五分之三，并接管了泰姬陵。英国人改变了庭院的布局，使其更贴近伦敦的欧式草坪。

### 外围建筑

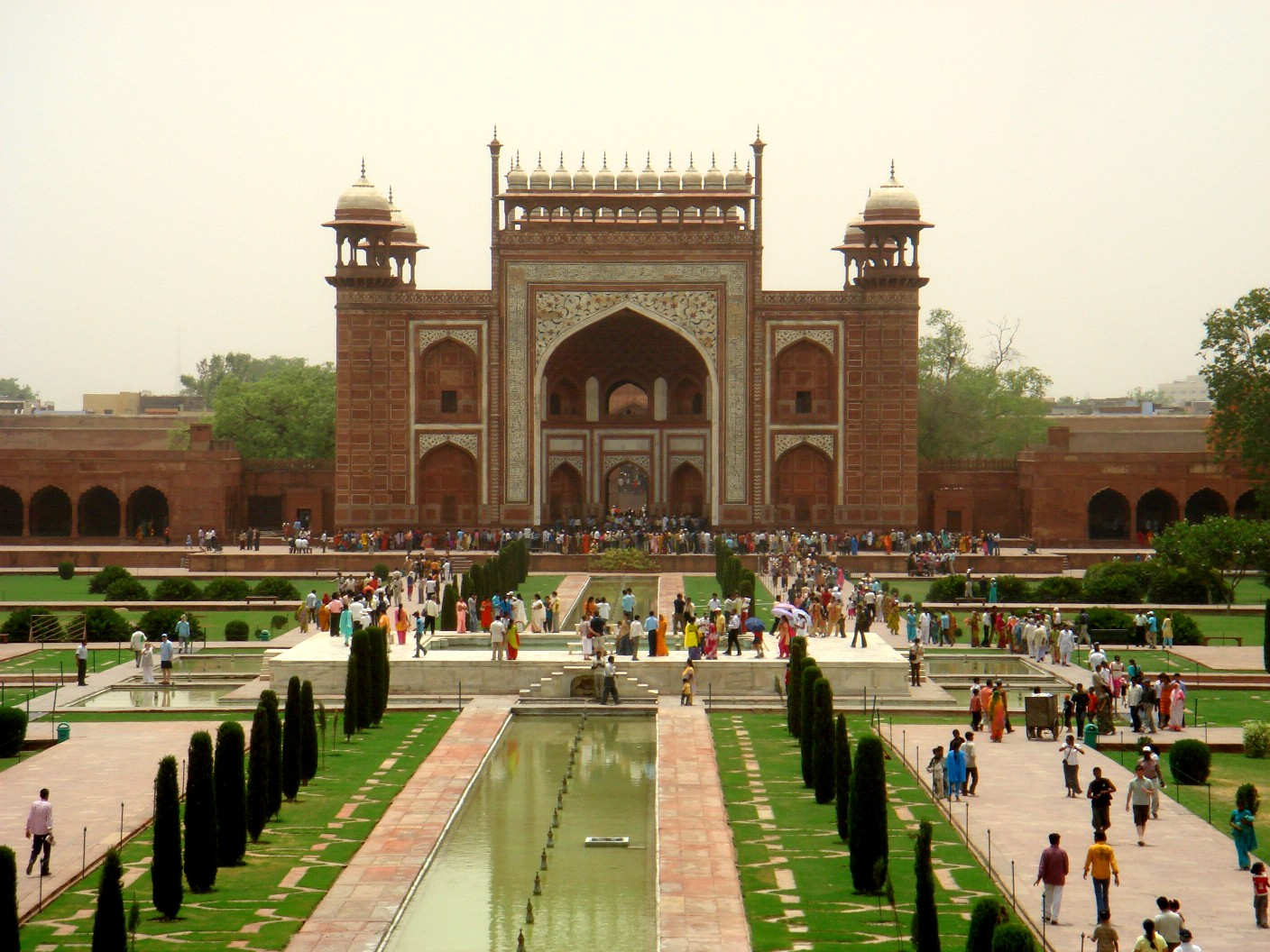
陵墓大门为泰姬陵的主入口。

泰姬陵建筑群的三面被带垛口的红砂岩陵墙包围，面向亚穆纳河的一面敞开。陵墙外还有多座他人的陵墓，安葬的包括沙贾汗的其他几位妻子。陵墙外另有一座较大的陵墓，安葬的是姬蔓·芭奴最欣赏的仆人。
泰姬陵大门（Darwaza-i rauza，意为“陵墓大门”）是一座主要由大理石筑成的大型建筑，形制和莫卧儿王朝先代帝王的建筑相仿。大门的皮西塔克拱门和主殿的拱门形状一致，采用和主殿同样的书法装饰。大门的拱顶和墙壁充满复杂的几何图案设计，和泰姬陵建筑群中其他几座砂岩建筑的装饰图案相仿。
在泰姬陵建筑群的远端，两座一模一样的砂岩建筑相向而立，面朝泰姬陵主殿的侧面。两座建筑的背墙和东西侧的陵墙平行。西侧的建筑为一座清真寺；东侧的建筑被称作“答辩厅”（Jawab，意为“答案”），其功用可能只是为了建筑美学的平衡，但也可能曾用作招待所。和清真寺不同，答辩厅的内部没有朝向麦加的米哈拉布壁龛。此外，答辩厅的地面以几何图案装饰，而清真寺的地面以大理石勾勒出569块礼拜毯的轮廓。两座建筑物采用了拉长的大厅与三圆顶的设计，和沙贾汗建造的其他清真寺（譬如德里贾玛清真寺）相仿。泰姬陵时代的莫卧儿清真寺通常将圣所大厅分为三间，中央一间略大而两边两间略小。泰姬陵清真寺，圣所的每个区域都通向一座宽阔的拱顶。
泰姬陵的外围建筑竣工于1643年。

### 外部装饰
泰姬陵建筑群的外部装饰可能是莫卧儿建筑中最精美的。随着装饰表面积的变化，装饰物按比例精修调整。工匠使用颜料、粉饰灰泥、嵌石或雕刻等手段构造装饰元素。为遵循伊斯兰教对人形装饰的禁令，装饰的元素均为书法、抽象图案或植物图案。
整个建筑群中多处以《古兰经》的苏拉作为装饰。大门上的书法内容即出自《古兰经》第89苏拉：“安定的灵魂啊！你应当喜悦地，被喜悦地归于你的主。”这幅书法是一位名叫阿卜杜尔·哈克（Abdul Haq）的书法家在1609年书写的。沙贾汗为了称赞哈克“令人眼花缭乱的精湛技艺”，赏赐给他“阿玛纳特汗”（Amanat Khan）的名号。在内圆顶底部的古兰经文下方有他的落款：“无足轻重的设拉子人阿玛纳特汗书”。近期的研究表明阿玛纳特汗挑选了用于装饰泰姬陵的古兰经篇章。书法装饰的绝大部分为华丽的三一体文字，以碧玉或黑色大理石制成，嵌在白色的大理石中。高处的字体比低处稍大些，以防止从下方看时发生扭曲错觉。墓中两具空石棺上的书法尤为精致。
整个泰姬陵建筑群的外部装饰广泛使用抽象图案。其中，陵墓基座、宣礼塔、大门、清真寺和答辩厅运用得尤为普遍，而陵墓主殿也用相对较少的抽象图案装饰。建筑群中的砂岩建筑的圆顶和拱顶用镂空绘画窗格构建了精致的几何图案。相邻的装饰元素之间时常以鱼骨状镶嵌式样填充空间。建筑群中的沙岩上用白色镶嵌，而白色大理石上以深色或黑色镶嵌。大理石建筑上浆砌的部分被染色，或用反色绘制成列的复杂几何图案。地板和步道上为用反色的地砖构造的密铺图案。
主殿外墙的下端为白色大理石的墙裙，其上用浅浮雕描绘了花朵和藤蔓。墙裙的大理石经过打磨，以凸显浮雕精密的细节。墙裙外框和拱门的拱肩以硬石镶嵌装饰，布满了高度风格化乃至几何化的藤蔓、花朵与果实图案。镶嵌使用了黄色大理石，碧玉和玉石，所有的石块均被打磨至和墙面齐平。
- 主殿，圆顶和宣礼塔。
- 圆顶饰有莫卧儿帝国的塔木加徽。
- 波斯语诗作书法（英语：Persian calligraphy）装饰。
- 植物花纹和浮雕。
- 反光瓷砖。
- 大理石制的贾丽（英语：jali）窗格。
- 阿拉伯文的阿亚书法装饰。

### 内部装饰
泰姬陵的内部装饰超越了印度传统装饰元素的范畴。装饰用的工艺并非硬石镶嵌，而是使用宝石或半宝石制作的宝石工艺。泰姬陵内厅呈八边形，设计为每边都可出入，但目前使用的只有面向花园的南门。内厅墙高25米，其上的圆顶以太阳图案装饰。这一圆顶并非外部看到的主圆顶，而是主圆顶下方另建的一层内圆顶。内厅第一层外围为八扇皮西塔克拱门。在第一层拱门上方的内墙中段建有第二层拱门，和泰姬陵的外部形制相似。上层中央的四扇拱门形成四个阳台观景区，每个阳台的外窗为大理石雕凿的贾丽镂空窗。除了阳台的贾丽窗可以透光外，屋顶四角的四座查特里圆顶下也有采光的开口。围绕石棺的贾丽屏风呈八边形，以八扇精雕细琢的大理石板构成。室内其它部分的表面精细地以半宝石镶嵌成交缠的藤蔓及花果等图案。内室的每一面墙壁都以墙裙浅浮雕、复杂的宝石镶嵌和优美的书法瓷砖高度装饰，以微缩的细节反映了整个建筑群的外部装饰元素。
- 大理石中雕刻的花朵。
- 贾丽（英语：jali）窗硬石镶嵌（英语：pietra dura）的细节。
- 贾丽（英语：jali）窗精致的镂空工艺。

- 泰姬陵清真寺的拱门。
- 内部的精细绘画。
- 瓷砖上的圆顶饰（英语：Finial）剪影图案。
- 贾丽（英语：jali）窗细节。

穆斯林传统禁止在陵墓上精致装饰，因此内厅中的两具石棺为纪念用的空石棺，而姬蔓·芭奴和沙贾汗的遗体安葬在内厅地下一间相对简朴的墓室中。二人遗体面朝右侧，望向麦加的方向。姬蔓·芭奴的纪念石棺放置在内厅的正中心，石棺下为2.5米长、1.5米宽的大理石基座。基座和石棺嵌满了宝石和半宝石；石棺上的铭文表明了姬蔓·芭奴的身份，充满对她的赞美之词。石棺盖上有一个凸出的等边菱形，代表写字板。沙贾汗的石棺在姬蔓·芭奴石棺的西侧，是整个泰姬陵建筑群中唯一的不对称元素。沙贾汗的石棺比姬蔓·芭奴的略大，但有同样的设计元素：较大的石棺放在一个稍高的底座上，铭文表明主人的身份，辅以精细的宝石镶嵌。沙贾汗的石棺上是传统式样的笔筒小雕像。笔筒和写字板是莫卧儿葬礼的传统装饰，分别用于装饰男人和女人的棺材。
姬蔓·芭奴的真墓旁刻着真主的九十九个尊名，以及赞美之词：“多么尊贵、多么华丽、多么庄严、多么独特、多么永恒、多么光荣……”（"O Noble, O Magnificent, O Majestic, O Unique, O Eternal, O Glorious.... "）；沙贾汗墓上写有铭文：“他于希吉拉1076年赖哲卜月26日夜离开这个世界，前往永恒的厅堂”。

## 旅遊

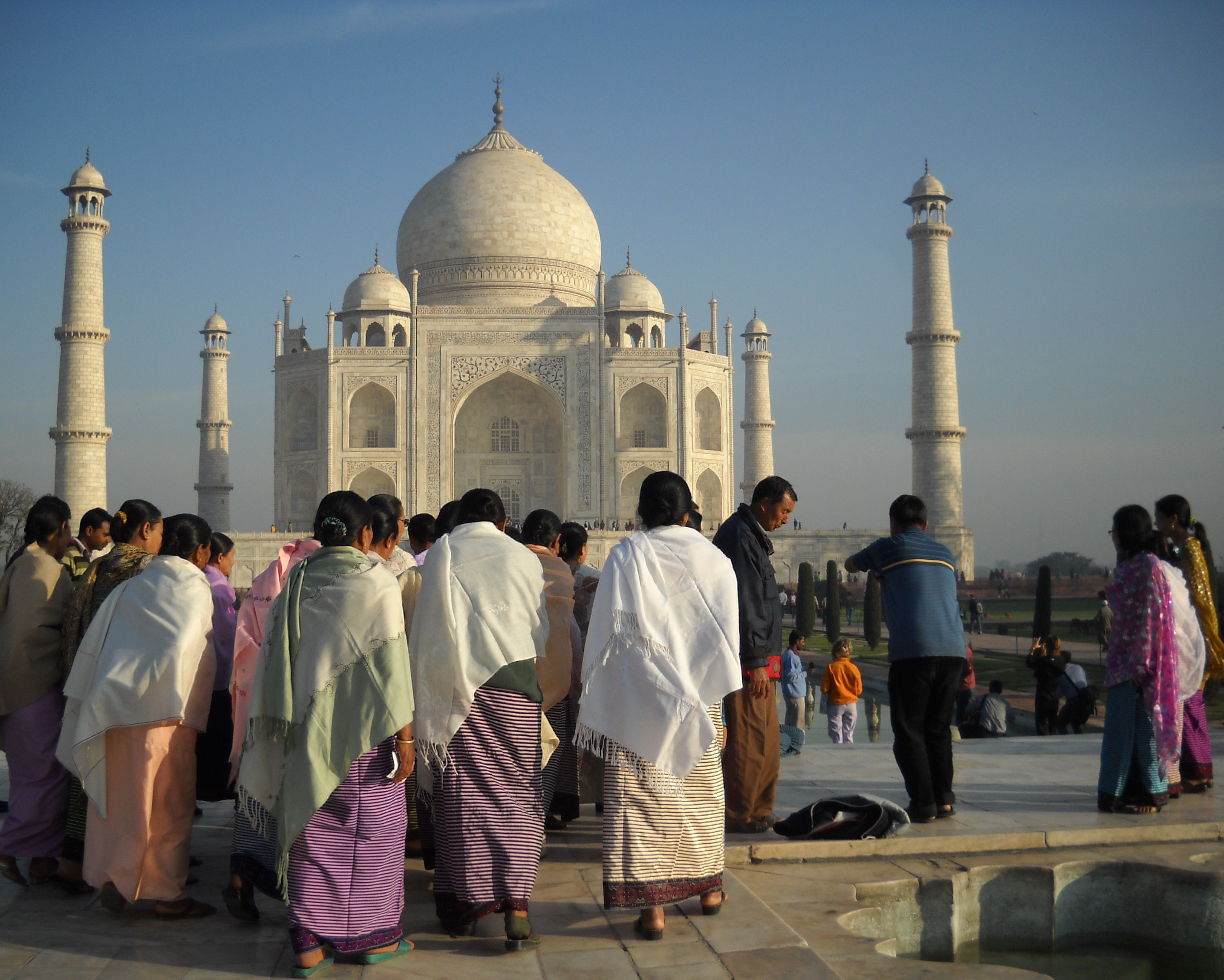
参观泰姬陵的游客

泰姬陵每年吸引大量游客参观。据联合国教科文组织统计，2001年有超过200万名游客参观了泰姬陵，这一数字在2014年上升到了700-800万。泰姬陵的门票收费分成两档，印度公民的票价远远低于外国游客的票价。大多数游客会选择在较为凉爽的10月、11月或2月参观。由于泰姬陵建筑群附近禁止交通污染，因此游客必须由停车场步行至陵区，或搭乘电动巴士。泰姬陵的北庭（Khawasspuras）目前正在翻新，将来会作为新的游客中心使用。
泰姬陵最南端的部分被称作泰姬市场（Taj Ganji）或穆塔巴扎德（Mumtazabad），原建有商隊驛站、巴扎和市场，以服务前来泰姬陵的游客和工人。这一部分逐渐向外发展形成了今天的城镇。
泰姬陵经常出现在旅游目的地推荐榜单中，亦常被列入世界七大奇迹的候选之列，并在2007年的世界新七大奇迹票选中成功当选。
泰姬陵的开放时间为週一至週四的早6时至晚7时，此外週五的正午12时至下午2时泰姬陵的清真寺为祷告开放。2004年11月起，泰姬陵在每月的满月日及前后两天开放夜游，除非恰逢週五或斋月。出于安全考虑，进入泰姬陵的游客只能携带透明瓶装水、小型摄像机、照相机、手机和女式小钱包。

## 近代的破坏与保护

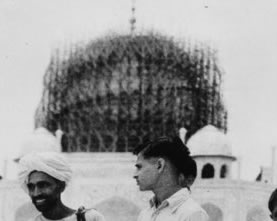
战时用于保护泰姬陵的脚手架

1942年，为应对日本海军航空队可能发动的空袭，当地政府在泰姬陵上搭建了伪装用的脚手架。1965年和1971年的两次印巴戰爭期間，泰姬陵受到巴基斯坦空軍的威脅，因此再次用脚手架伪装。
1983年泰姬陵被列入世界遗产名单。2004年，泰姬陵建成350週年，印度政府将这一年定為“泰姬陵國際年”。
泰姬陵近年遭受的危害主要来自亚穆纳河两岸的环境污染与酸雨。由于污染和酸雨侵蝕，泰姬陵乳白色的大理石外牆出現了黃色和绿色的斑。泰姬陵附近的马图拉炼油厂是该区域的主要污染源，因此遭印度最高法院抵制。为控制污染，印度政府在泰姬陵周边设置了“泰姬陵梯形区”（英語：Taj Trapezium Zone （TTZ））。TTZ是一片占地10400平方千米的梯形区域，其中包含了泰姬陵和阿格拉堡等40余处古迹；区内严格限制工业排放。为了恢复泰姬陵大理石的原本色泽，考古部门已数次用特制的灰浆敷满泰姬陵表面，以吸附大理石表面的污染杂质。
近年来亚穆纳河流域的地下水位以每年1.5米的速度急剧下降，引发了人们对泰姬陵结构强度的担忧。2010年，陵墓的部分区域开裂，陵墓四周的宣礼塔也显现倾斜的迹象。这一现象可能是由于陵墓的地基因缺水而朽坏。然而一些观点认为，泰姬陵四周的宣礼塔略向外斜是设计时有意为之，这样当泰姬陵遭遇地震时宣礼塔不会塌到陵墓上。2011年一度有悲观的估计声称泰姬陵将在5年内坍塌。
2018年4月11日，一场风暴毁坏了泰姬陵外围两座建筑的小宣礼塔。

## 文学
印度詩人泰戈爾在诗作《情人的眼泪》中盛赞泰姬陵是“一滴永恆的淚珠”。全诗为：
|  | 沙·贾汗，你宁愿听任皇权消失，却希望使一滴爱的泪珠永存。 岁月无情，它毫不怜悯人的心灵，它嘲笑心灵因不肯忘却而徒劳挣扎。 沙·贾汗，你用美诱惑它，使它着迷而被俘，你给无形的死神戴上了永不凋谢的形象的王冠。 静夜无声，你在情人耳边倾诉的悄悄私语已经镌刻在永恒沉默的白石上。 尽管帝国皇权已经化为齑粉，历史已经湮没无闻，而那白色的大理石却依然向满天的繁星叹息说：“我记得！” “我记得！”——然而生命却忘却了，因为生命必须奔赴永恒的征召：她轻装启程，把一切记忆留在孤独凄凉的美的形象裡。 |

## 传闻

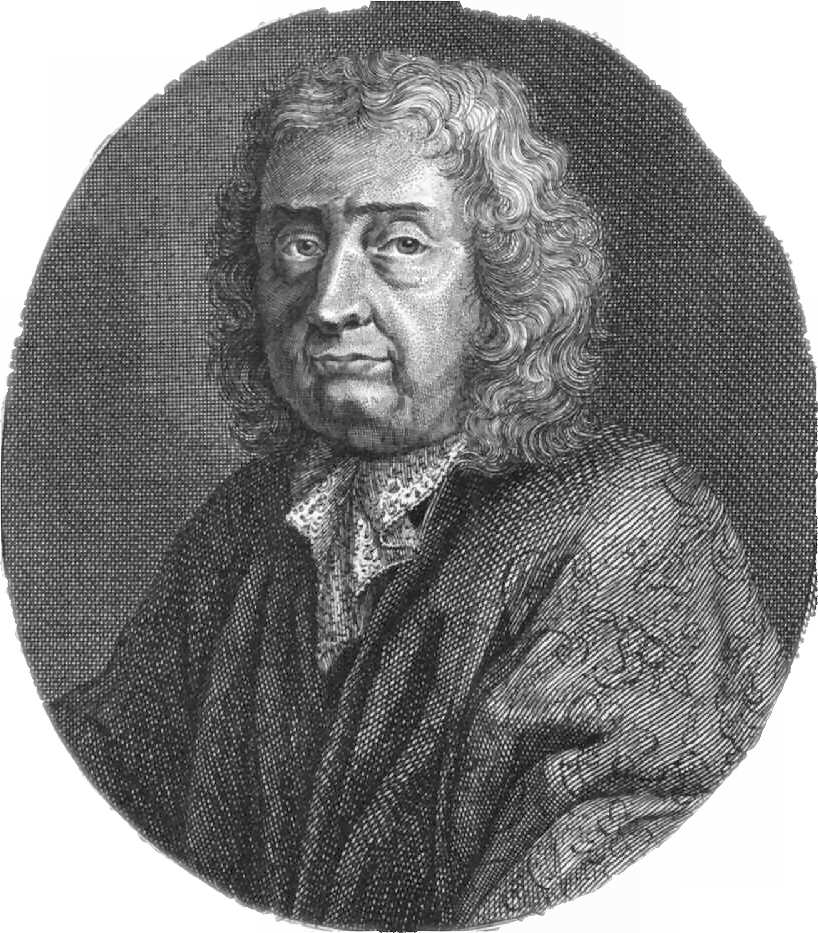
让-巴蒂斯特·塔韦尼耶是最早拜访泰姬陵的欧洲人之一。

自开工以来，泰姬陵就一直吸引着超越文化和地理隔阂的崇敬，因此关于泰姬陵的传闻和个人抒情往往比严谨的学术研究影响更大。一个广为流传的传说声称沙贾汗计划在亚穆纳河的另一边用黑色大理石建造一座陵墓，让原来的泰姬陵和一座黑色泰姬陵隔河相望。这一说法出自欧洲旅行家让-巴蒂斯特·塔韦尼耶的作品。塔韦尼耶于1665年造访阿格拉，是最早拜访泰姬陵的欧洲人之一。传闻称沙贾汗还没未来得及兴建黑泰姬陵，便被儿子奥朗则布推翻了。在河对岸的月光花园发现的黑色大理石遗迹似乎能支持这一传闻；然而，1990年代的进一步发掘表明这些“黑色大理石”其实只是褪色后变黑的白色大理石。2006年，考古学家重建了月光花园中水池的一部分，白色的泰姬陵清晰地倒映在水池中，形成一个深色的倒影。这一景象为“黑色泰姬陵”传闻提供了更为可信的解释，不仅符合沙贾汗对对称的执着，也可以解释花园中水池位置的设计。
有大量的传说声称沙贾汗将参与工程的工匠和建筑师弄残、处死乃至车裂，以防将来出现和泰姬陵相似的建筑。然而尽管这些传说往往富于骇人的细节，没有任何证据证明沙贾汗曾这样做过。很多著名建筑都有“工匠被处死”的传闻。另据传言，1830年代的印度总督威廉·本廷克勋爵曾计划拆除泰姬陵后拍卖大理石，这一说法同样查无实据。本廷克勋爵的传记作家约翰·洛塞里（John Rosselli）认为这一说法源自本廷克勋爵拍卖自阿格拉堡拆除的大理石的事件。
还有一个流行的传说称，敲打地砖上的圆顶饰剪影图案会把水引到身前。直到今天，园区的管理员们还能在剪影附近找到打碎的手镯。
印度学者P.N.欧克在自己的著作中坚称泰姬陵建在印度教的神庙上，影响颇广。2000年，印度最高法院驳回了欧克的提案，拒绝宣称泰姬陵是由印度教国王所建。2005年，社工阿马尔·纳特·米什拉（Amar Nath Mishra）向安拉阿巴德高级法院提出一项相似的提案，要求法院声明泰姬陵是在1196年由印度教国王帕尔玛尔·德夫（Parmar Dev）所建。这一提案同样被法院驳回。
截至2017年，欧克的理论已经启发了很多类似的提案，无一例外要求声称泰姬陵原本是印度教的神庙。2017年8月，印度考古调查局声明，没有任何证据表明泰姬陵的墓址原本有过印度教的神庙。
1879年，亨利·乔治·基恩（Henry George Keene）根据西班牙著作《弗莱·塞巴斯蒂安·马提尼克游记》（The Travels of Fray Sebastian Manrique, 1629-1643）的翻译本，提出泰姬陵是由意大利建筑师杰罗尼莫·韦雷诺（Geronimo Vereneo）设计的说法，风行了一段时间。威廉·亨利·斯利曼基于塔韦尼耶的著作提出了类似的观点，认为泰姬陵的设计者是名叫“波尔多的奥斯丁”（Austin of Bordeaux）的法国建筑师。这些理论后来又被霍斯腾神父（Father Hosten）与E.B.哈维尔（E.B. Havell）等人重新发掘，启发了后续的一系列著作和争议。

## 图集

泰姬陵
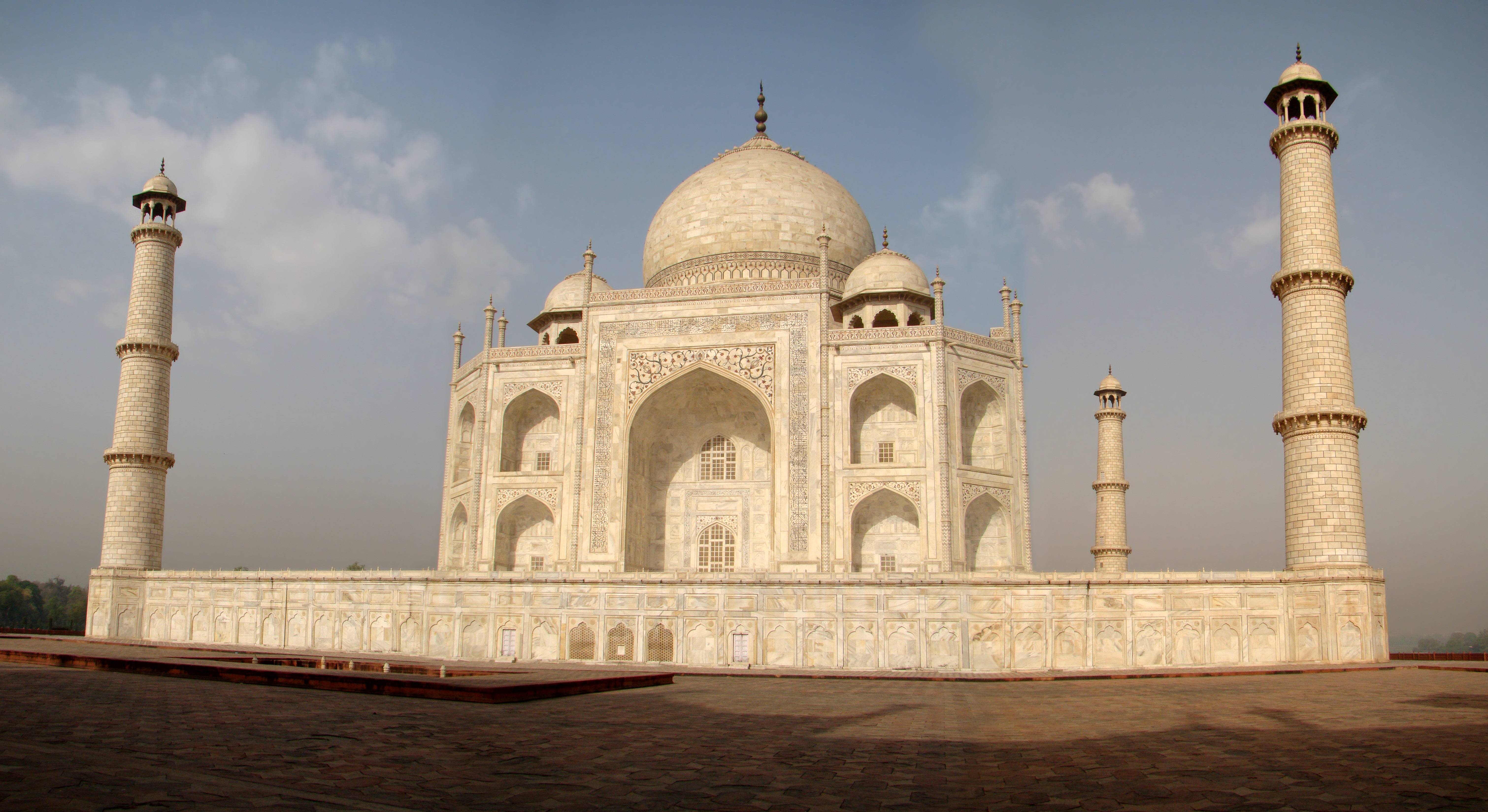
清晨时分由东侧望泰姬陵
日落时分由西侧望泰姬陵
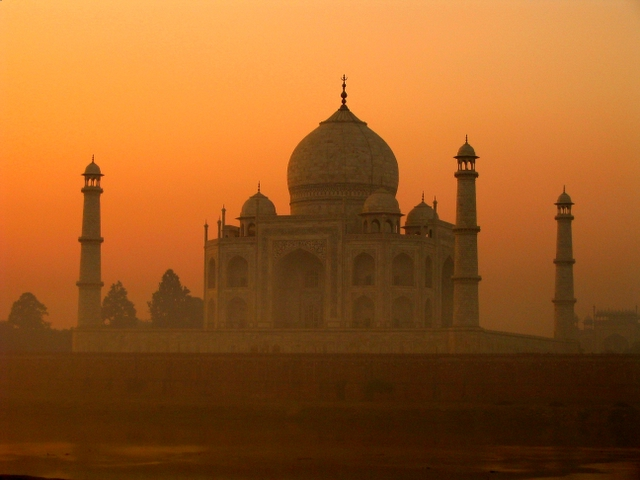
雾中的泰姬陵
泰姬陵的全景图，摄于2005年。

### 注解
1. ↑  Dutemple, Lesley A. . Lerner Publications Co. 2003: 32  [2013-11-21]. ISBN 0-8225-4694-9. （原始内容存档于2014-05-31）.
2. 1 2  . The Economic Times. 2015-11-29  [2016-01-16]. （原始内容存档于2016-04-23）.
3. ↑  .   [2014-07-27]. （原始内容存档于2014-07-18）.
4. ↑  UNESCO World Heritage Centre. . Whc.unesco.org.   [2013-06-15]. （原始内容存档于2016-12-28）.
5. ↑  Hasan, Parween. . The Journal of Asian Studies. November 1994, 53 (4): 1301.
6. ↑  Lesley A. DuTemple, "The Taj Mahal", Lerner Publishing Group (March 2003). pg 26: "The Taj Mahal, a spectacular example of Moghul architecture, blends Islamic, Hindu and Persian styles"
7. 1 2  Tillitson, G.H.R. (1990). Architectural Guide to Mughal India, Chronicle Books.
8. ↑  History of the Taj Mahal Agra （页面存档备份，存于）, Retrieved on: 20 January 2009.
9. 1 2 3 4  Anon. . Islamic architecture. Islamic Arts and Architecture Organization.   [2015-02-07]. （原始内容存档于2009-04-17）.
10. ↑  Asher, Catherine Ella Blanshard.  (Hardback) First published 1992, reprinted 2001,2003. Cambridge: Cambridge University Press. 1992: 212 [2003]. ISBN 0-521-26728-5.
11. ↑  因来自拉合尔而得名(Koch.p88)
12. ↑  UNESCO advisory body evaluation （页面存档备份，存于）.
13. ↑  .   [2013-11-21]. （原始内容存档于2014-02-02）.
14. ↑  . 星岛环球网.   [2013-11-21].
15. ↑  Ahmed, Akbar S. . London: I.B. Tauris & Co. 2009: 94. ISBN 9780857713803.
16. ↑  . PBS.   [2010-02-02]. （原始内容存档于2010-02-13）.
17. ↑  晁华山. . 中国网.   [2013-11-21]. （原始内容存档于2013-05-31）.
18. ↑  Muhammad Abdullah Chaghtai Le Tadj Mahal D'Agra (Hindi). Histoire et description (Brussels) 1938 p. 46.
19. ↑  'Abd al-Hamid Lahawri Badshah Namah Ed. Maulawis Kabir al-Din Ahmad and 'Abd al-Rahim under the superintendence of William Nassau Lees. Vol. I Calcutta 1867 pp. 384-9 ; Muhammad Salih Kambo Amal-i-Sal\lih or Shah Jahan Namah Ed. Ghulam Yazdani Vol.I (Calcutta) 1923 p. 275.
20. ↑  Chaghtai Le Tadj Mahal p54; Lahawri Badshah Namah Vol.1 p. 403.
21. ↑  .   [2015-02-07].
22. ↑  David Carroll; Newsweek, inc. Book Division. . Newsweek. 1973: 64  [2015-02-07]. （原始内容存档于2020-12-05）. In order to transport materials, a ten-mile-long ramp of tamped earth was built through Agra, and on it trudged an unending parade of elephants and bullock carts dragging blocks of marble to the building site.
23. 1 2  Sarkar, Jadunath (Sir). . Calcutta M.C. Sarkar. 1919: 30, 31  [2015-05-20].
24. ↑  . WolframAlpha. Wolfram Alpha LLC.   [2015-05-20]. （原始内容存档于2015-06-30）.
25. ↑  Tillotson, Giles. . Cambridge, Massachusetts: Harvard University Press. 2008: 14  [2015-02-07]. ISBN 978-0-674-06365-5. （原始内容存档于2020-12-05）.
26. ↑  Gascoigne, Bamber (1971). The Great Mughals. New York:Harper&Row. p. 243.
27. ↑  . The Tribune (Chandigarh). 2003-07-13  [2015-02-07]. （原始内容存档于2016-01-17）.
28. ↑  Lord Curzon's Brass Lamp （页面存档备份，存于）.
29. ↑  Yapp, Peter (1983). The Traveller's Dictionary of Quotations. London:Routledge Kegan & Paul. p. 460.
30. ↑  Chaghtai Le Tadj Mahal p. 146.
31. ↑  Copplestone, p. 166.
32. ↑  .   [2015-03-04]. （原始内容存档于2015-02-21）.
33. ↑  .   [2015-03-04]. （原始内容存档于2015-02-15）.
34. ↑  . strombergarchitectural.com.   [2015-03-04]. （原始内容存档于2015-05-07）.
35. ↑  Ahuja, Dilip R.; Rajani, M.B.  (PDF). Current Science. 2016, 110 (6): 996–997  [2018-11-21]. （原始内容存档 (PDF)于2019-06-11）.
36. ↑  . Official WebSite of Taj Mahal. U.P. Tourism.   [2016-05-25]. （原始内容存档于2016-05-31）.
37. ↑  Begley, Wayne E. . The Art Bulletin. March 1979, 61 (1): 14. doi:10.2307/3049862.
38. ↑  出自《古兰经》108:1，部分译本认为Kawthar是天国里的一条河流的名字。文本翻译可参见 （页面存档备份，存于） （页面存档备份，存于）
39. ↑  . India Tourism. indiatourism.ws.   [2017-06-07]. （原始内容存档于2017-07-17）.
40. ↑  Wright, Karen. . Discover (Waukesha, WI, USA: Kalmbach Publishing). 2000-07-01  [2015-02-07]. （原始内容存档于2015-01-29）.
41. ↑  Allan, John.  First. Cambridge: S. Chand, 288 pages. 1958. p. 318.
42. ↑  The Taj by Jerry Camarillo Dunn Jr （页面存档备份，存于）.
43. ↑  Royals, Sue. . India: Lorenz Educational Press. 1996: 7  [2018-11-22]. ISBN 978-1-4291-1107-2. （原始内容存档于2021-02-05）.
44. ↑  Koch, p. 139.
45. ↑  .   [2015-02-07]. （原始内容存档于2015-02-04）.
46. ↑  .   [2015-02-07]. （原始内容存档于2015-02-04）.
47. ↑  .   [2017-10-19]. （原始内容存档于2017-06-06）.
48. 1 2  Koch, p. 100.
49. ↑  原文出自古兰经89:27-28；此处的文本翻译取自马坚译本，其它的翻译可参见 （页面存档备份，存于） （页面存档备份，存于）
50. ↑  . Treasures of the World. Public Broadcasting Service.   [2015-02-07]. （原始内容存档于2015-05-09）.
51. ↑  Taj Mahal Calligraphy （页面存档备份，存于）.
52. ↑  .   [2015-05-05]. （原始内容存档于2015-05-18）.
53. 1 2  Vikas Khatri. . V S Publishers. 2012: 128  [2018-11-21]. ISBN 9381588309. （原始内容存档于2020-12-05）.
54. ↑  Alī Jāvīd, Tabassum Javeed. . Algora Publishing. 2008: 309  [2018-11-21]. ISBN 978-0-87586-483-9. （原始内容存档于2021-02-05）.
55. ↑  .   [2015-05-05]. （原始内容存档于2015-04-28）.
56. ↑  UNESCO.  (PDF). UNESCO. 2002  [2015-02-07]. （原始内容存档 (PDF)于2015-02-28）.
57. ↑  Koch, p. 120.
58. ↑  Koch, p. 254.
59. ↑  Koch, pp. 201–208.
60. ↑  Travel Correspondent. . The Telegraph. 2007-07-09  [2015-02-07]. （原始内容存档于2008-01-21）.
61. ↑  . 2004-11-27  [2018-11-20]. （原始内容存档于2018-11-20） （英国英语）.
62. ↑  . Asi.nic.in. 2004-11-28  [2015-02-07]. （原始内容存档于2015-02-07）.
63. ↑  DNA India: Going to the Taj? This is all you can carry （页面存档备份，存于）.
64. ↑  .   [2015-02-07]. （原始内容存档于2015-02-04）.
65. ↑  Lesley A. DuTemple. . Twenty-First Century Books. 2003: 96 pages  [2015-02-07]. ISBN 978-0-8225-4694-8. （原始内容存档于2021-02-05）.
66. ↑  .   [2015-02-07]. （原始内容存档于2015-04-26）.
67. ↑  Taj Mahal World Heritage Site Page （页面存档备份，存于）.
68. ↑  Acid Rain and the Taj Mahal （页面存档备份，存于）.
69. ↑  Kataria, Sunil. . U.S.   [2018-11-20]. （原始内容存档于2018-11-20） （美国英语）.
70. ↑  Oil Refinery Impact on Taj Mahal （页面存档备份，存于）.
71. ↑  .   [2015-02-07]. （原始内容存档于2015-02-04）.
72. ↑  . UNESCO. 1997-04-30  [2015-02-07]. （原始内容存档于2008-05-26）.
73. ↑  . The Times of India.   [2018-11-20]. （原始内容存档于2018-11-20）.
74. ↑  . BBC News. 2014-06-08  [2018-11-20]. （原始内容存档于2018-11-20） （英国英语）.
75. ↑  . Daily Mail. 2011-10-05  [2015-02-07]. （原始内容存档于2012-08-04）.
76. ↑  . Fox News. 2011-10-07  [2015-02-07]. （原始内容存档于2014-12-30）.
77. ↑  .   [2018-11-20]. （原始内容存档于2019-01-25）.
78. ↑  synyan. . 2011-12-11  [2012-07-02]. （原始内容存档于2021-06-25） （中文）.
79. ↑  . tagoreweb.in.   [2018-11-20]. （原始内容存档于2011-08-10）.
80. ↑  Koch, p. 231.
81. ↑  Asher, p. 210.
82. ↑  Koch, p. 249.
83. ↑  Warrior Empire: The Mughals of India (2006) A+E Television Network.
84. 1 2  Koch, p. 239.
85. ↑  Rosselli, J., Lord William Bentinck the making of a Liberal Imperialist, 1774–1839, London Chatto and Windus for Sussex University Press 1974, p. 283.
86. ↑  Koch, p. 240.
87. ↑  Writ Petition (Civil) 336 of 2000, P.N. OAK vs. U.O.I. & Ors.
88. ↑  The Hindu, 14 July 2000:Plea to rewrite Taj history dismissed （页面存档备份，存于） ("counsel for the petitioner [...] withdrew the petition")
89. ↑  . The Hindu.   [2015-02-07]. （原始内容存档于2014-12-08）.
90. ↑  Siraj Qureshi,"Another court petition challenges Taj Mahal's story as a symbol of love" （页面存档备份，存于）, India Today, 12 August 2017.
91. ↑  "Is Taj Mahal a mausoleum or a Shiva temple? CIC asks govt to clarify" （页面存档备份，存于）, Hindustan Times, 10 August 2017.
92. ↑  . India Today.   [2018-11-20]. （原始内容存档于2017-10-19）.
93. ↑  Dixon, Jack S. . The Journal of Imperial and Commonwealth History. 1987, 15 (2): 170. doi:10.1080/03086538708582735.

### 相关著作
- Asher, Catherine B. (1992). Architecture of Mughal India New Cambridge History of India I. 4, Cambridge University Press ISBN 0-521-26728-5.
- Bernier, Françoi' (18911). Travels in the Moghul Empire A.D. 1657–1668. Westminster: Archibald Constable & Co.
- Carroll, David (1971). The Taj Mahal, Newsweek Books ISBN 0-88225-024-8.
- Chaghtai, Muhammad Abdullah (1938). Le Tadj Mahal d'Agra (Inde). Histoire et description. Brussels: Editions de la Connaissance
- Copplestone, Trewin. (ed). (1963). World architecture – An illustrated history. Hamlyn, London.
- Gascoigne, Bamber (1971). The Great Moguls, Harper & Row.
- Havel, E.B. (1913). Indian Architecture: Its Psychology, Structure and History, John Murray.
- Kambo, Muhammad Salih Amal-i-Salih or Shah Jahan Namah Ed. Ghulam Yazdani (Calcutta: Baptist Mission Press) Vol. I 1923. Vol. II 1927.
- Koch, Ebba.  First. Thames & Hudson Ltd., 288 pages. 2006 [Aug 2006]. ISBN 0-500-34209-1.
- Lahawri, 'Abd al-Hamid Badshah Namah Ed. Maulawis Kabir al-Din Ahmad and 'Abd al-Rahim under the superintendence of Major W.N. Lees. (Calcutta: College Press) Vol. I 1867 Vol. II 1868.
- Lall, John (1992). Taj Mahal, Tiger International Press.
- Preston, Diana & Michael.  First. London: Doubleday, 354 pages. 2007 [2007]. ISBN 978-0-385-60947-0.
- Rothfarb, Ed (1998). In the Land of the Taj Mahal, Henry Holt ISBN 0-8050-5299-2.
- Saksena, Banarsi Prasad (1932). History of Shahjahan of Dihli (Allahabad: The Indian Press Ltd.)
- Spiller, R (1994). "Agricultural Sites of the Taj Mahal", Chronicle Books.
- Stall, B (1995). Agra and Fathepur Sikri, Millennium.
- Stierlin, Henri [editor] & Volwahsen, Andreas (1990). Architecture of the World: Islamic India, Taschen.
- Tillitson, G.H.R. (1990). Architectural Guide to Mughal India, Chronicle Books.